# Shove it!… The Warehouse Game
Shove it!… The Warehouse Game (史上最大の倉庫番, Shijō Saidai no Sōkoban) est un jeu vidéo de puzzle sorti en 1990 sur Mega Drive. Le jeu a été développé par Masaya et édité par DreamWorks.